# Principi de Dilbert

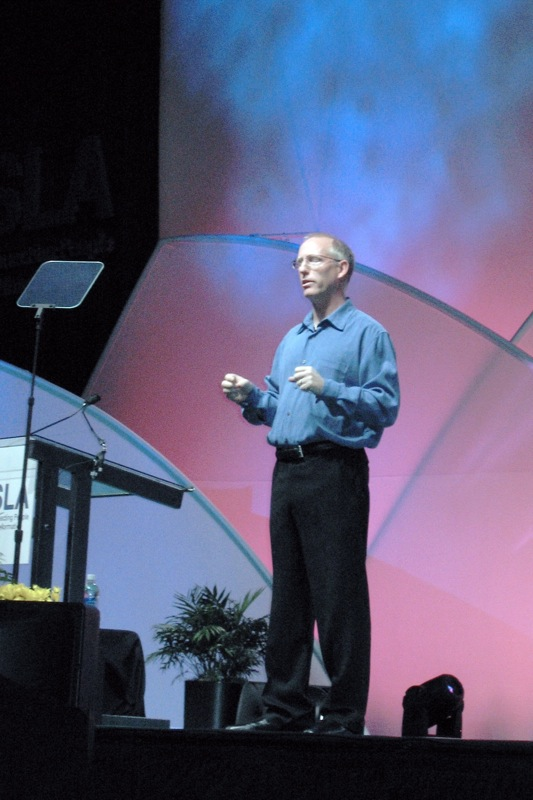
Scott Adams, creador de la tira còmica Dilbert.

El principi de Dilbert al·ludeix a una observació satírica dels anys 1990 que afirma que les empreses tendeixen a ascendir sistemàticament els seus empleats menys competents a càrrecs directius per limitar així el dany que són capaços de provocar.
El terme va ser encunyat per Scott Adams, un graduat de la Universitat de Berkeley i creador de la tira còmica Dilbert. Adams va explicar el principi a un article del Wall Street Journal.
Adams va ampliar llavors el seu estudi del principi de Dilbert en un llibre satíric de 1996 amb el mateix títol. S'han venut més d'un milió d'exemplars del llibre i va romandre 43 setmanes en la llista de millor venuts del New York Times.
Encara que els acadèmics poden rebutjar la veracitat del principi, en retorcar que contradiu les tècniques de gestió de recursos humans tradicionals, es va originar com una forma de sàtira sobre un assumpte molt discutit al món empresarial. Des de llavors la teoria ha collit cert suport de negocis i gestors. Per exemple Guy Kawasaki d'Apple Computer va dir: «Hi ha dos tipus de companyies, les que reconeixen que són exactament com Dilbert i les que també ho són però encara no ho saben.»
El principi de Dilbert és una variació del principi de Peter, que tracta sobre la pràctica de les organitzacions jeràrquiques d'usar els ascensos com a forma de recompensar els empleats que demostren ser competents als seus llocs actuals, afirmant que, a causa d'aquesta pràctica, un empleat competent acabarà sent ascendit a un lloc en el qual serà incompetent, i on romandrà.